# Aritmética de módulo 2
La matemática o aritmética de Módulo 2 se refiere a las operaciones sobre números binarios que desperdician o no tienen en cuenta las unidades que se deben llevar al siguiente nivel.

## Suma tradicional
Se podría esperar que la suma del número decimal
01001111

00111010

10001001

Si sumamos de derecha a izquierda tendríamos 1 + 0 = 1, para la segunda columna de la derecha tendríamos que 1 + 1 = 0 y sobra 1, para la tercera columna 1 + 0 = 1 y uno que traía = 0 y llevo 1 etc. Pero en la matemática modular se desechan las unidades que sobran para el siguiente nivel.

## Matemática modular
Para hacer una suma de módulo 2 se hace la operación lógica de O (xor) y se ignoran las unidades del siguiente nivel. Recordemos las operación lógica O (xor) y su tabla de verdad:
A B O

F F F

F V V

V F V

V V F

### La suma
Sumemos módulo 2 la siguiente expresión, tengamos en cuenta que F = 0 y V = 1
11110101

10101110

01011011

### La resta
(a) 11110101

(b) 10101110 +

(c) 01011011

De la suma a + b = c, podemos decir que c – b = a:

(c) 01011011

(b) 10101110 –

(a) 11110101

y podemos concluir que la resta es el mismo método y valor de la suma.

## Ejemplo de suma decimal
En una suma común, cuando la suma pasa la base se dice que lleva las unidades que sobren para la siguiente base, por ejemplo:
72

79+

Tenemos que: 2 + 9 = 1 unidad y 1 decena (once). 
1

72

79 +

?1

Normalmente se dice 2 + 9 = 1 y llevo 1

Ahora tenemos que: 1 + 7 + 7 = 5 unidades y 1 decena (15).
1

72

79 +

?51

Normalmente se dice 7 y 7 catorce y 1 que llevaba 15 por tanto tenemos 5 y llevo 1
Como total tenemos 151
- Datos: Q5704258